# دائرة جبالة
دائرة جبالة هي إحدى دوائر إقليم تطوان، التابع لجهة طنجة تطوان الحسيمة، المملكة المغربية. تضم الدائرة 11 جماعات قروية، وبلغ عدد سكانها 68976 فرداً سنة 2004 حسب الإحصاء الرسمي للسكان والسكنى. يتبع للدائرة 18 مشيخة و212 دوار.

## التقسيمات الإداريّة
تعتبر دائرة جبالة إحدى الدوائر المشكّلة لإقليم تطوان، وهو التقسيم الإداري من المستوى الرابع المعتمد في المغرب. ينقسم إقليم تطوان إلى 21 جماعات قروية تختلف من حيث السكان والمساحة، والتي بدورها تنقسم إلى مشيخات تضم عدداً من الدواوير.